# Братья Ленен
Братья Ленен (также Ле Нен, фр. Le Nain) — Антуан (Antoine; ок. 1588 — 25 мая 1648), Луи (Louis; ок. 1593 — 23 мая 1648) и Матье (Mathieu; 1607 — 20 апреля 1677) — французские художники.

## Биография
Братья родились в Лане и работали в Париже, им принадлежат картины из жизни крестьян и мелких буржуа. Работали в близкой манере, подписывались одной фамилией, поэтому их работы с трудом поддаются различению. Более известен Луи, ему приписывают преобладающую часть картин из крестьянской жизни. Преобладающую часть миниатюр приписывают Антуану, портреты — Матье.
1629 год — едут в Париж, поселяются в Сен Жермен и открывают свою мастерскую, которую возглавил старший брат — Антуан.
1632 год — Антуан договаривается с Парижской муниципальной галереей о создании группового портрета, олицетворяющего лицо города.
Одновременно получает заказ на создание декораций в церкви Богоматери де Птиз-Опостэн. Из 6 композиций этого ансамбля сохранилось только четыре:
- «Представление Богоматери в храме»
- «Благовещение»
- «Встреча Марии и Елизаветы»
- «Рождество»

Такие работы как «Рождество Богоматери» и «Успение Богоматери» были утеряны.
Среди наиболее известных картин — недавно открытое полотно «Ребёнок Иисус, стоящий на коленях перед орудиями Страстей».
В 1648 году Антуан и Луи были приняты в члены Королевской Академии живописи и скульптуры, которая на тот момент только открылась, им были присвоены звания «жанровых живописцев». Эти звания говорили о популярности мастеров в то время. 23 мая 1648 года неожиданно оборвалась жизнь Луи, а всего двумя днями позже умер и Антуан, Матье же дожил до 1677 года.

## Наследие
Творчество братьев заново открыл в середине XIX века писатель и историк искусства Жюль Шанфлёри. Их работы повлияли на творчество Густава Курбе, дружившего с Шанфлери.

### «Проблема Лененов»
С момента переоткрытия число работ Лененов вначале быстро росло: на выставке 1934 года в Пти-Пале было представлено 47 работ, уже в 1938 году Изарлов (фр. George Isarlo) перечисляет более ста. В последней трети XX века, однако, искусствоведы начали выделять из корпуса работ, традиционно приписываемых Лененам, работы других художников. Ж. Тюилье, в каталоге выставки работ братьев Ленен в Гран-Пале в 1978 году, ввёл прозвище в обиход прозвища двух художников под условными именами Мастера Процессий и Мастера Бегинок); до Тюилье эти картины обычно приписывались младшему Ленену, Матье, хотя уже с начала XX века возникали сомнения в его авторстве: в частности у Р. Лонги в 1935, Ш. Стерлинга в 1937, самого Тюилье в 1965.
Проблема атрибуции до конца не решена и в XXI веке.

Некоторые работы
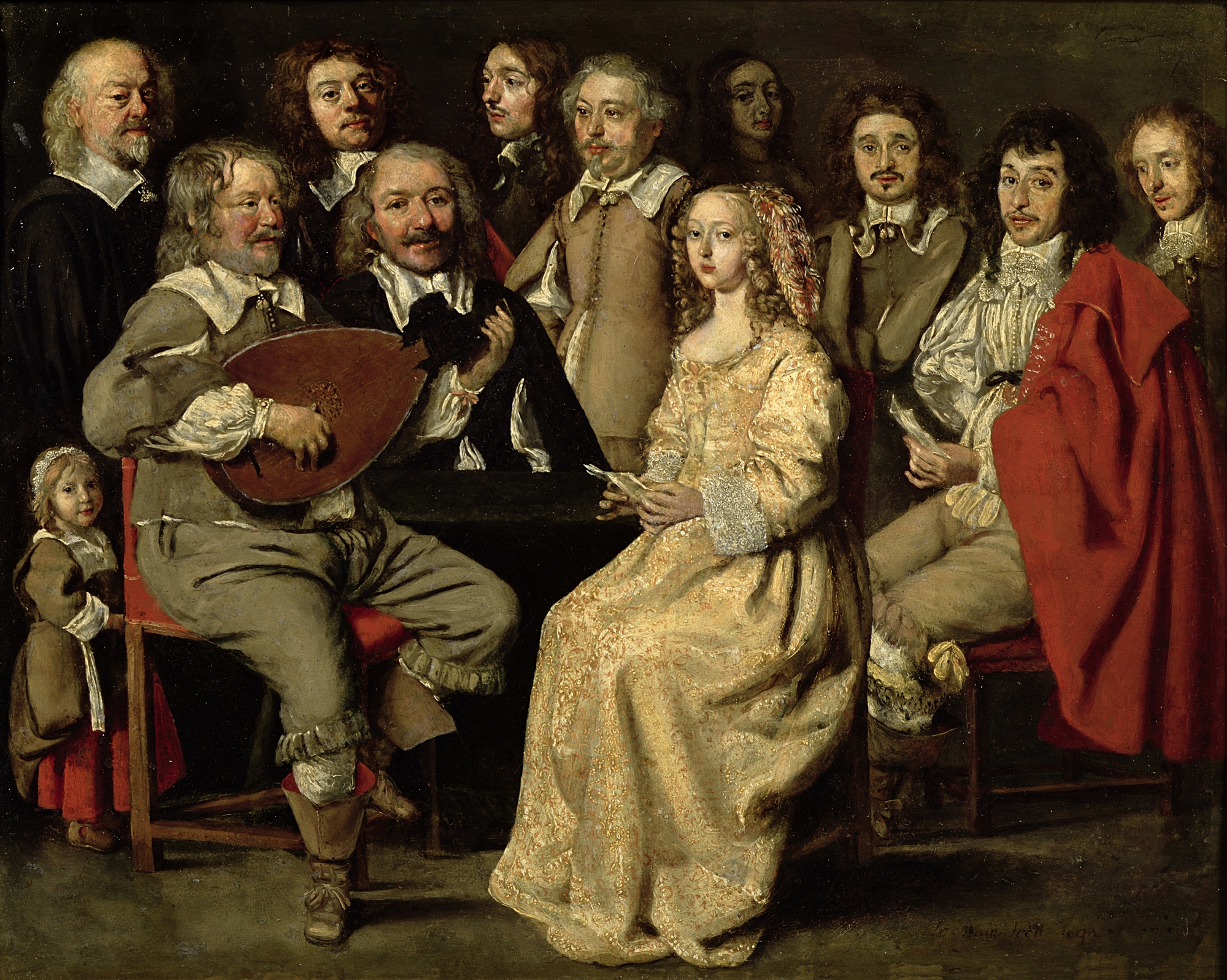
Антуан Ленен. Réunion musicale
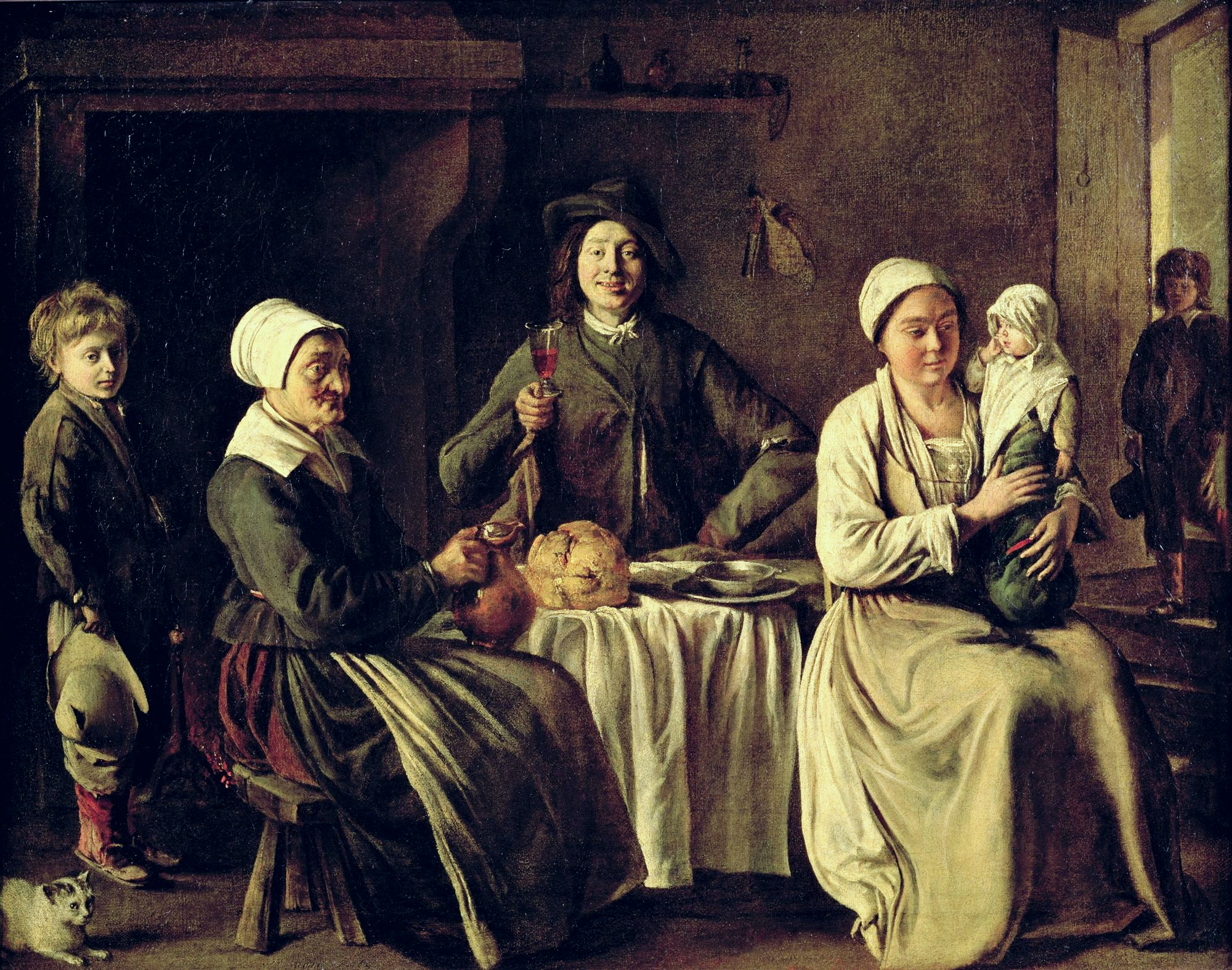
Луи Ленен. Счастливое семейство, (Лувр)
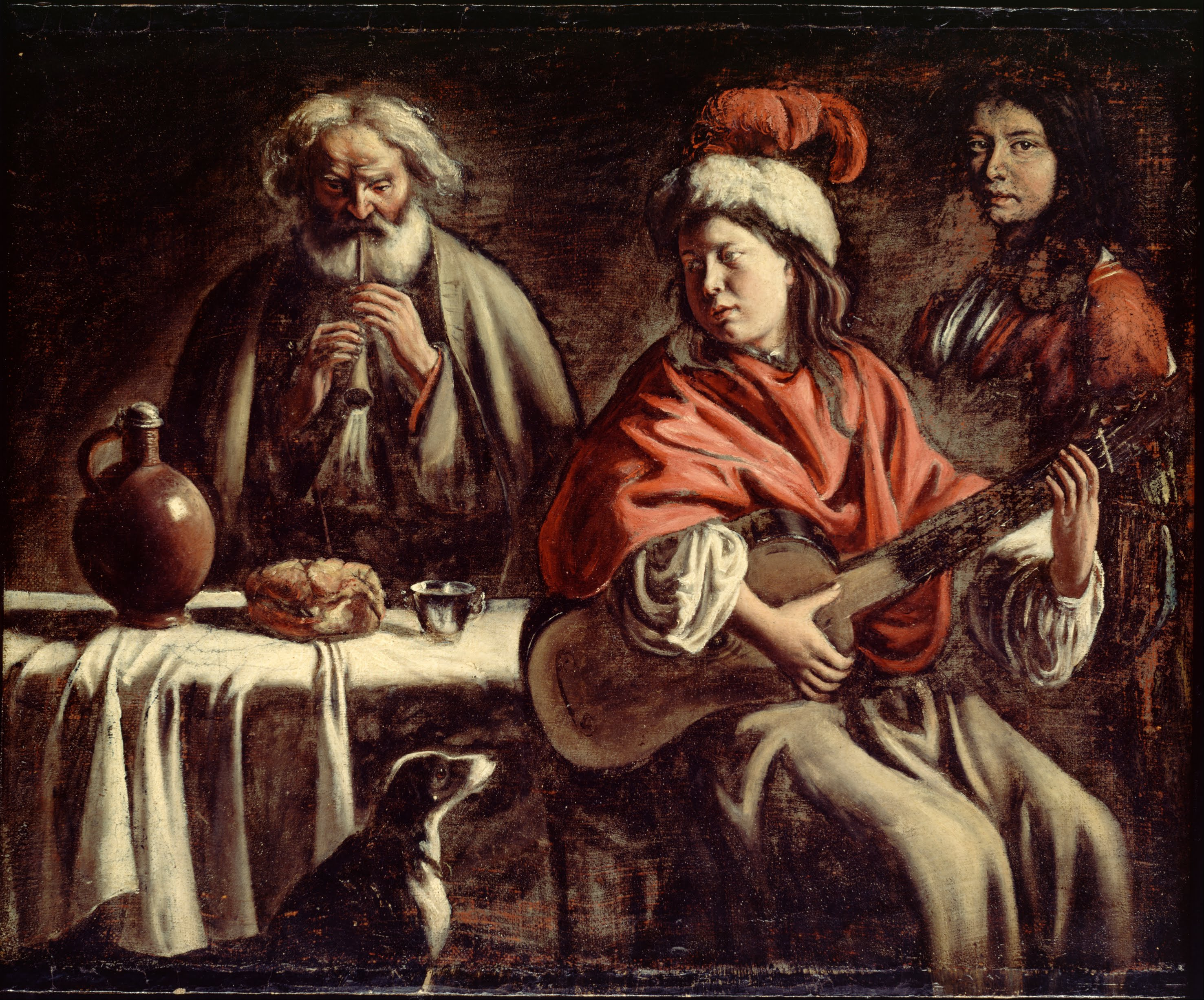
Матье Ленен. Musicians